# Niko Jurca
Niko Jurca, slovenski arhitekt, urbanist in politik, * 25. september 1953, † 14. maj 2024.
V Novi Gorici je bil mestni oz. občinski urbanist. 
Med 15. junijem 2000 in 8. decembrom 2000 je bil državni sekretar Republike Slovenije na Ministrstvu za okolje, prostor in energijo Republike Slovenije.